# Bracon terryi
Bracon terryi är en stekelart som först beskrevs av John Colburn Bridwell 1919.  Bracon terryi ingår i släktet Bracon och familjen bracksteklar. Inga underarter finns listade.